# Viola pedata
Viola pedata är en violväxtart som beskrevs av Carl von Linné. Viola pedata ingår i släktet violer, och familjen violväxter. Inga underarter finns listade i Catalogue of Life.

## Bildgalleri

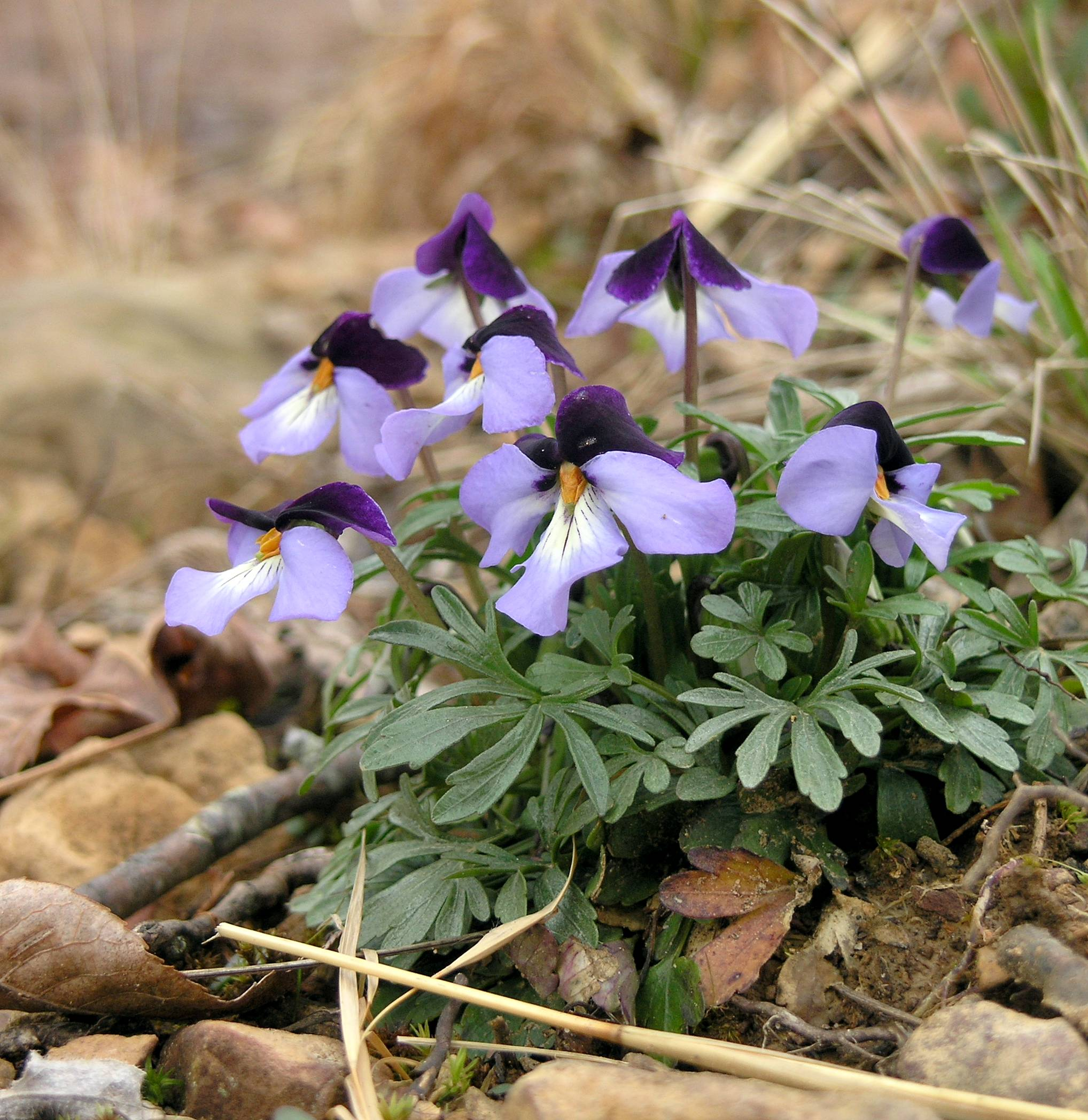